# Іван Тімшин
Іва́н Ті́мшин (нар. 1976) — український сценарист, кінорежисер. Закінчив Сумський педагогічний університет за спеціальністю «Історія та психологія». Працював у рекламі і журналістиці. Працював сценаристом і редактором на студії Film.UA. Стрічка «Тупик» стала його дебютною режисерською роботою.

## Фільмографія
Повнометражні фільми
- 2017: «Правило бою», сценарист
- 2018: «Бобот», сценарист

Короткометражні фільми
- 2008: «Вихід», п/м, сценарист
- 2009: Проєкт «Мудаки. Арабески»:
  - «Тупик», режисер
  - «Пам'яті Пітера», сценарист
- 2010: «Ялта — місто щастя», режисер, сценарист і монтажер
- 2010: Проєкт «Мудаки. Арабески»:
  - «Мій друг Серьога», сценарист і режисер
  - «Свєта», сценарист
  - «Останній лист», сценарист (у співавторстві з Юрієм Ковальовим)
- 2011: Проєкт «Україно, goodbye!»: «Гамбург», сценарист
- 2012: Проєкт «Україно, goodbye!»:
  - «Побачення», сценарист (у співавторстві з Євгеном Матвієнком)
  - «Коротка історія», сценарист і режисер
- 2013: «Дорога», сценарист (у співавторстві з Максимом Ксєндою)

Телебачення
- 2011: «Таксі», редактор, (телесеріал, не значиться в титрах)
- 2012: «Ангели війни», редактор, (телесеріал, не значиться в титрах)
- 2015: «Ніконов і Ко», сценарист, (телесеріал, не значиться в титрах)